# Stuttgartnacht
Die stuttgartnacht, vormals stuttgarter kulturnacht, ist eine Kulturveranstaltung in Stuttgart.
Sie findet jährlich im Herbst statt; etwa 70 kulturelle Einrichtungen Stuttgarts unterhalten in den Bereichen Musik, Theater, Film und Literatur.
Theater- und Kleinkunstbühnen sowie Live-Bands, Orchester, A-cappella-Sänger, Jazz-Combos und die Stuttgarter Filmszene zeigen teilweise speziell für die stuttgartnacht konzipierte Programme.
Auch das Stuttgarter Rathaus beteiligt sich an der stuttgartnacht, zum Beispiel mit der Fahrt im Paternoster.
Besucher haben mehrere unterschiedliche Shuttlebus-Touren zur Auswahl, oder können sich ihr eigenes Programm zusammenstellen. Eintrittskarten gelten für alle Einrichtungen und berechtigen für die Fahrt in den Shuttlebussen der Stuttgarter Straßenbahnen.